# Los Angeles Sparks 2006
La stagione 2006 delle Los Angeles Sparks fu la 10ª nella WNBA per la franchigia.
Le Los Angeles Sparks vinsero la Western Conference con un record di 25-9. Nei play-off vinsero la semifinale di conference con le Seattle Storm (2-1), perdendo poi la finale di conference con le Sacramento Monarchs (2-0).

## Roster
| N° | Naz.                    | Ruolo | Sportivo           | Anno | Alt. | Peso |
| -- | ----------------------- | ----- | ------------------ | ---- | ---- | ---- |
| 00 | Stati Uniti (bandiera)  | C     | Murriel Page       | 1975 | 188  | 73   |
| 1  | Stati Uniti (bandiera)  | A     | Chamique Holdsclaw | 1977 | 188  | 78   |
| 2  | Stati Uniti (bandiera)  | G     | Temeka Johnson     | 1982 | 160  | 66   |
| 4  | RD del Congo (bandiera) | G     | Mwadi Mabika       | 1976 | 180  | 75   |
| 9  | Stati Uniti (bandiera)  | C     | Lisa Leslie        | 1972 | 196  | 77   |
| 10 | Stati Uniti (bandiera)  | G     | Doneeka Hodges     | 1982 | 175  | 73   |
| 13 | Serbia (bandiera)       | A     | Daliborka Vilipić  | 1975 | 193  | 94   |
| 14 | Francia (bandiera)      | C     | Emmeline Ndongue   | 1983 | 188  | 82   |
| 15 | Stati Uniti (bandiera)  | G     | Tamara Moore       | 1980 | 178  | 80   |
| 21 | Stati Uniti (bandiera)  | G     | Brandi Davis       | 1983 | 183  | 78   |
| 31 | Stati Uniti (bandiera)  | AC    | Jessica Moore      | 1982 | 191  | 79   |
| 32 | Stati Uniti (bandiera)  | A     | Christi Thomas     | 1982 | 191  | 84   |
| 40 | Stati Uniti (bandiera)  | G     | Lisa Willis        | 1984 | 180  | 77   |
| 44 | Stati Uniti (bandiera)  | AC    | Tiffany Stansbury  | 1983 | 191  | 83   |

## Staff tecnico
- Allenatore: Joe Bryant
- Vice-allenatori: Michael Abraham, Margaret Mohr